# Salzmuseum (Réunion)

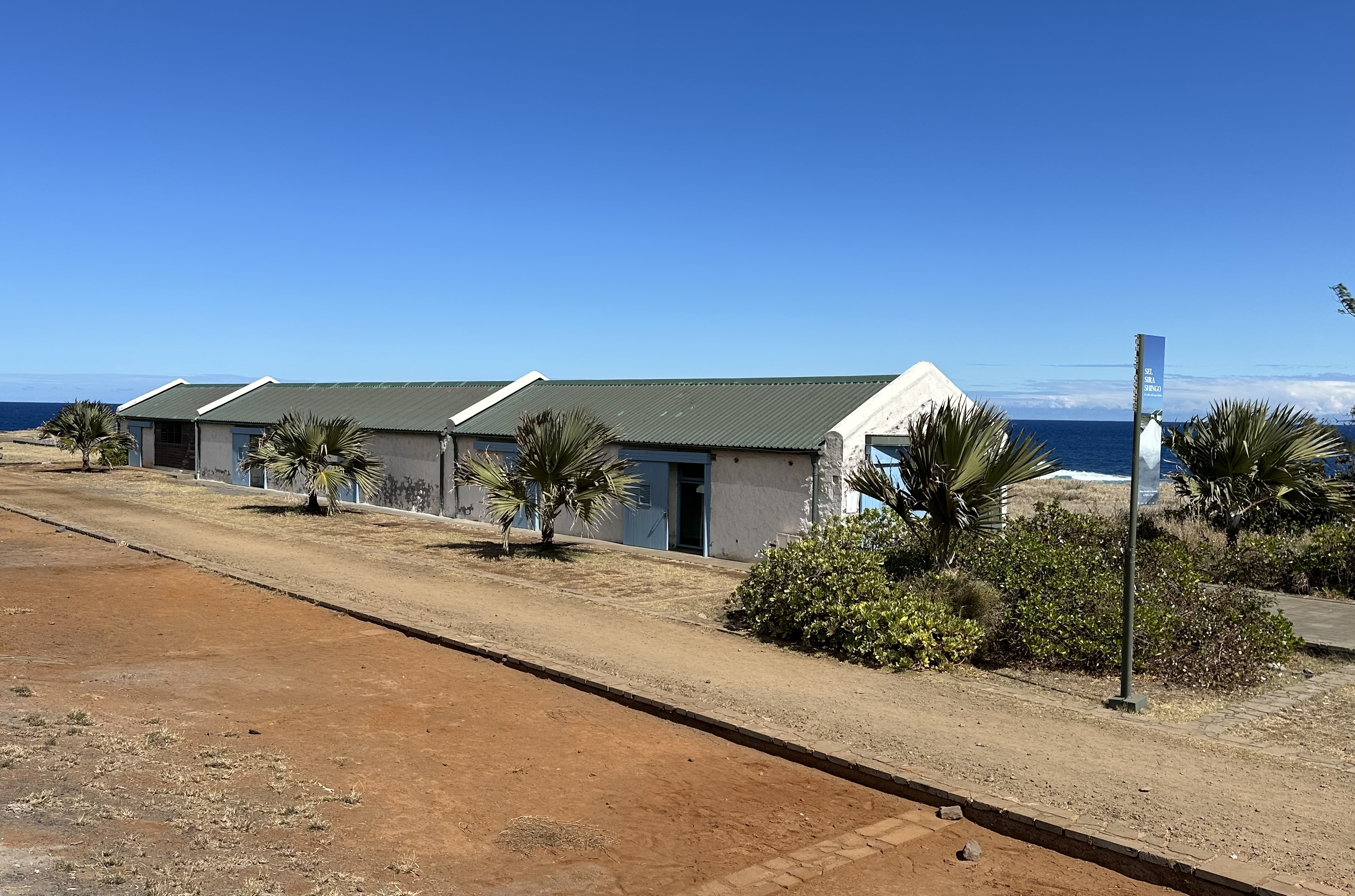
Salzmuseum, 2024

Das Salzmuseum (französisch Musée du Sel) ist ein Museum in der Gemeinde Saint-Leu auf der im Indischen Ozean gelegenen französischen Insel Réunion.

## Lage
Das Museum liegt nahe am Kap Pointe au Sel, an der Adresse 25 Pointe au sel les Bas 97436 Saint-Leu. Etwas nordöstlich befindet sich der Kalkofen an der Pointe au Sel.

## Geschichte
Gegründet wurde die Saline im Jahr 1942 durch Étienne Dussac, dem die Fläche gehörte. Bereits zuvor gab es hier Salzgewinnung, die Dussac industrialisierte. Anlass war die während des Zweiten Weltkriegs erfolgte Blockade, durch die auch die Salzlieferungen aus Madagaskar verhindert wurden. Ab 1944 wurden jährlich 250 Tonnen Salz produziert. Mit dem Kriegsende setzten wieder Lieferungen günstigeren Salzes aus Madagaskar und Mauritius ein, so dass die Produktion letztlich eingestellt wurde.
Ab 1961 wurde wieder produziert, dann jedoch 1972 erneut eingestellt. Pläne zur Errichtung von luxuriösen Wohnungen scheiterten letztlich an der Ausweisung eines Naturschutzgebietes. Im Jahr 1980 wurde ein 17 Hektar umfassender Bereich durch das Conservatoire du Littoral erworben. Ab 1996 wurde für einige Jahre wieder eine Produktion aufgenommen. 2006 wurde das Fremdenverkehrsamt von Saint-Leu durch das Department mit der Durchführung der Produktion beauftragt, 2009 dann das Conservatoire d’espaces naturels. Es handelt sich um den einzigen Ort auf Réunion, an dem Salz gewonnen wird.

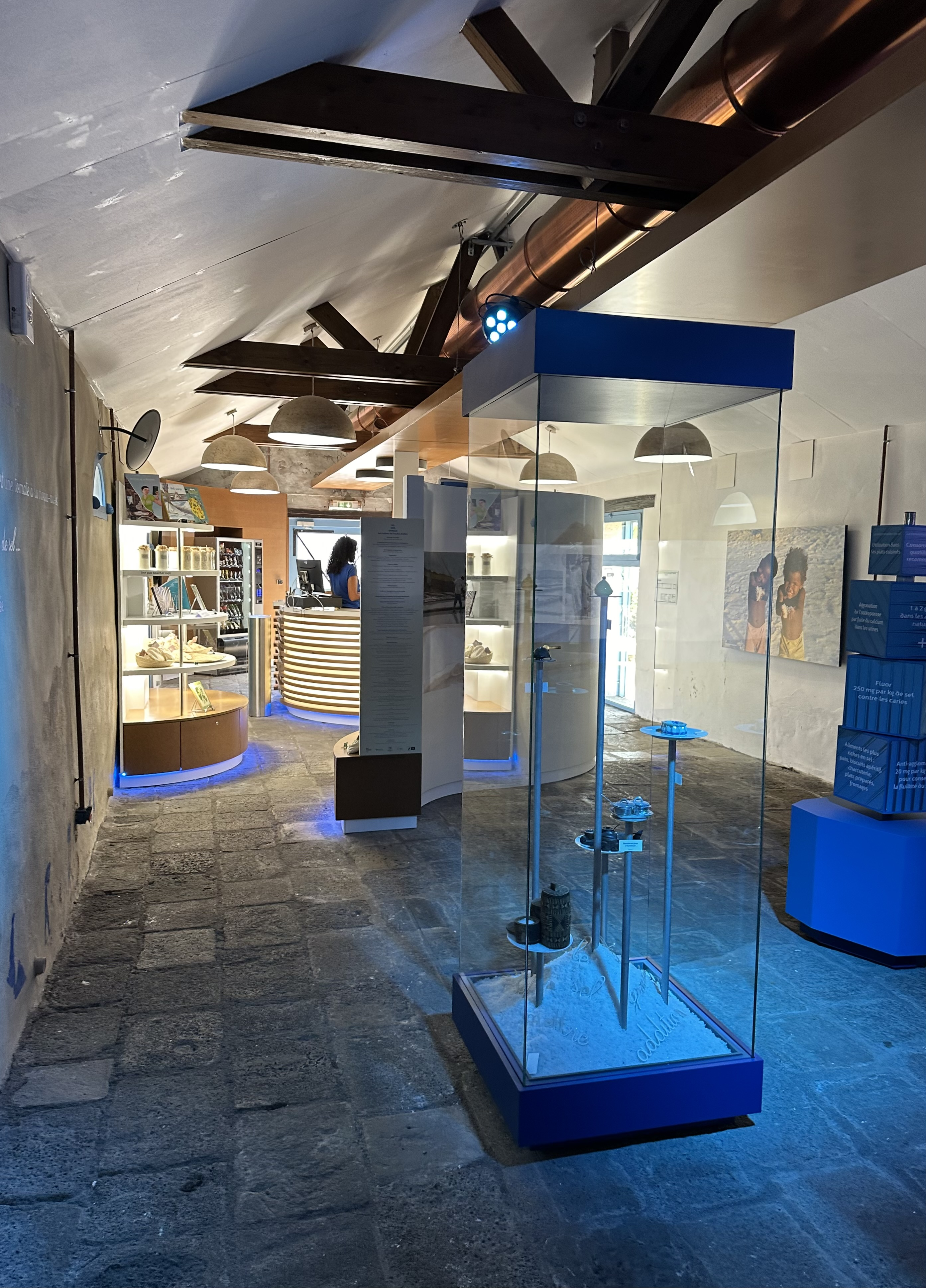
Ausstellung im Salzmuseum, 2024

2007 wurde in einem der alten Lagerräume, in dem das Salz zum Trocknen aufbewahrt worden war, das Salzmuseum eingerichtet. An der Gründung des Museums war auch die Biologin Sonia Ribes-Beaudemoulin beteiligt. Das Museum befasst sich mit der Geschichte des Salzes und der Salzgewinnung. Es besteht ein Museumsshop, in dem unter anderem auch verschiedene Salzarten verkauft werden. Für die Besucher ist das Museum von Dienstag bis Sonntag 9 bis 17 Uhr geöffnet. Der Eintritt ist frei.

## Funktionsweise der Salinenanlage

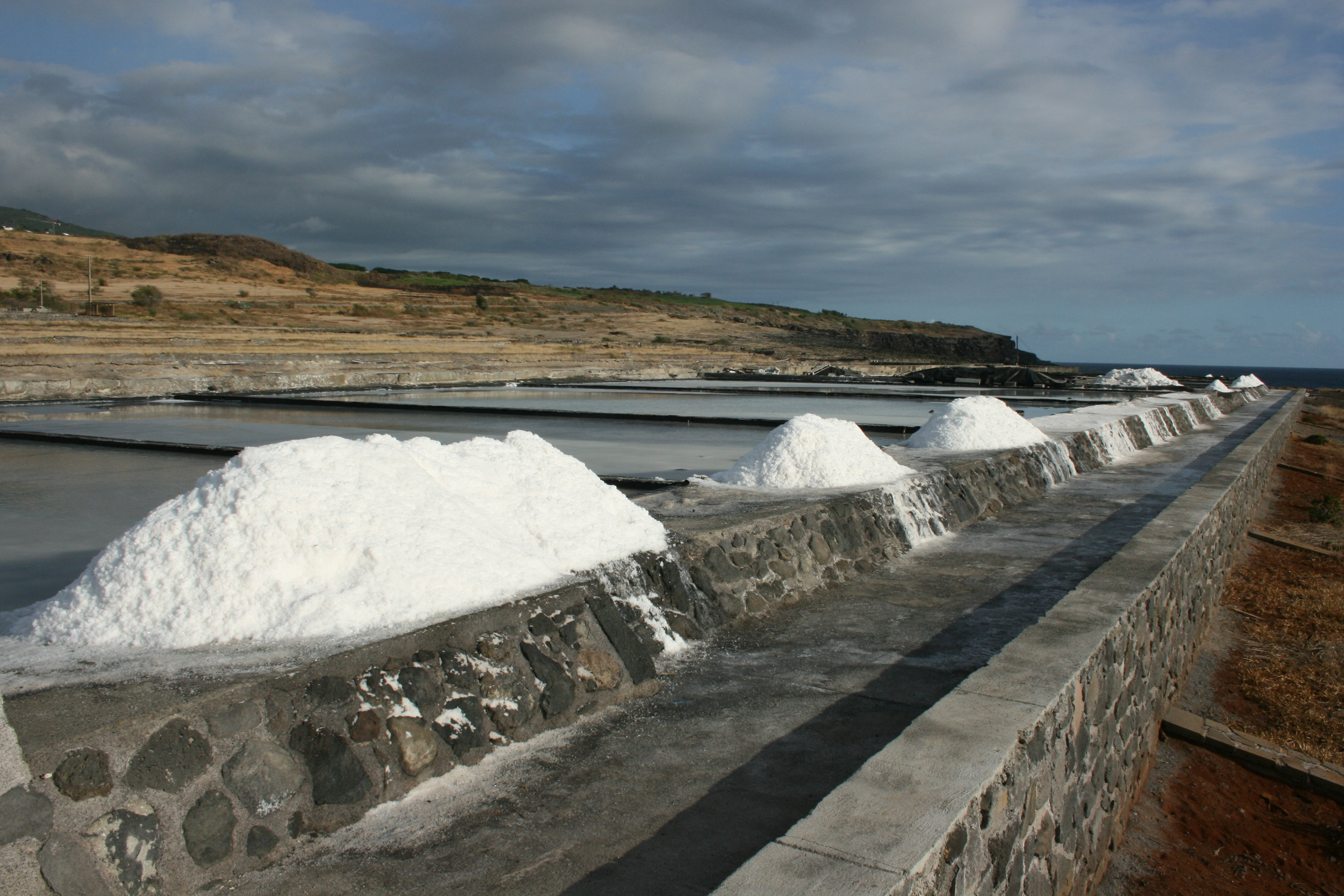
Geerntetes Salz, 2010

Das Salzmuseum befindet sich in einer historischen Anlage zur Salzgewinnung. In diesem Bereich sind die Bedingungen zur Gewinnung von Salz besonders günstig. Das Meerwasser ist sauber und verfügt über ausreichend Anteile von Natriumchlorid sowie Kalzium- und Magnesiumsalzen. Außerdem besteht eine intensive Sonneneinstrahlung und wenig Niederschläge. Allerdings sind die Gezeiten nur schwach ausgeprägt, so dass eine natürliche regelmäßige Flutung von Becken, wie es sonst in entsprechenden Salinen der Fall ist, hier nicht erfolgen kann. Daher war es nötig das Meerwasser in ein oberes Kopfbecken zu pumpen, aus dem das Wasser dann allein durch die Schwerkraft von Terrasse zu Terrasse hinabfloss. Durch die dabei erfolgende Verdunstung (Evaporation) des Wassers konzentriert sich das Salz des Meerwassers, bis es letztlich in den letzten Becken auskristallisiert.
Geerntet wird zunächst die feine, weiße sogenannte „Salzblume“ (Fleur de Sel), die sich im letzten Becken als dünner Film auf der Oberfläche des verbleibenden Wasser-Salz-Gemisches bildet. Die größeren Kristalle fallen hingegen weiter nach unten. Dieses grobe Salz wird ein bis zwei Tage später geerntet. Als dritte Salzform wird sogenanntes Stößelsalz gewonnen. Das aus den Becken entnommene Salz wird in angrenzenden Lagerräumen getrocknet.